# Lacus Luxuriae
Lacus Luxuriae – lateinisch für See des Überflusses – ist ein erstarrter Lavasee auf dem Mond, der von der Entstehung her den größeren Maria gleicht. Die Bezeichnung wurde durch die Internationale Astronomische Union im Jahr 1976 festgelegt.
Die kleine unregelmäßige Meeresfläche hat einen mittleren Durchmesser von 50 Kilometer und liegt nördlich der Mitte der von der Erde abgewandten Mondrückseite bei den selenografischen Koordinaten 19 Grad Nord und 176 Grad Ost.